# Ammophila honorei
Ammophila honorei är en biart som beskrevs av Alfieri 1946. Ammophila honorei ingår i släktet Ammophila och familjen grävsteklar. Inga underarter finns listade i Catalogue of Life.